# Projektorganisation
En projektorganisation er en organisation omkring et projekt, der består af en styregruppe og en projektgruppe. Beslutningsdelen tilfalder styregruppen, arbejdsdelen tilfalder projektgruppen og ledelsesdelen tilfalder projektleder.

## Arbejdsopgaver

### Styregruppens opgaver
Styregruppen er projektets forankring i den
øvrige organisation. Det er derfor vigtigt, at styregruppen kan give
projektgruppen mandat til at gennemføre det pågældende projekt.
- Fastsætte rammer
  - Økonomisk
  - Tidsmæssigt
  - Personligt
- Forme projektet
- Træffe afgørende beslutninger
- Definere problemstillinger
- Fastlægge hoved- og delmål for projektet
- Prioritering

### Projektgruppens opgave
- Analysering af problemstilling
- Formulere idéer til løsning af problem
- Vurdere alternative løsningsmuligheder

 Der er for få eller ingen kildehenvisninger i denne artikel, hvilket er et problem. Du kan hjælpe ved at angive troværdige kilder til de påstande, som fremføres i artiklen.